# Karlmann Hieber
Carlmann Hieber OSB (* 10. April 1812 in Graz; † 13. November 1868 in Admont) war ein salzburgischer römisch-katholischer Geistlicher und von 1861 bis 1863 Administrator und von 1863 bis 1868 Abt der Benediktinerabtei St. Blasius zu Admont.

## Leben und Wirken

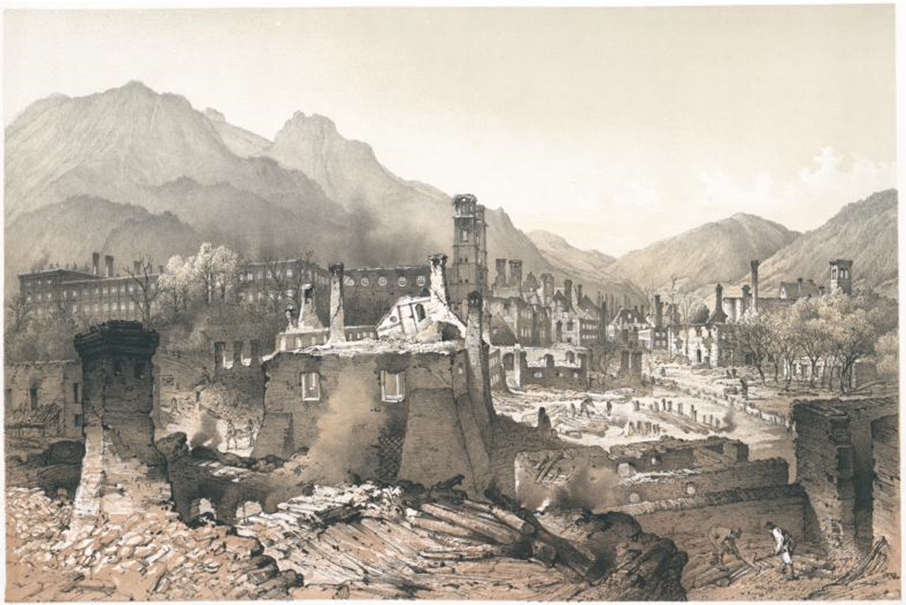
Stift Admont nach dem Brand 1865

Wappen des Abtes Karlmann Hieber

Carlmann Hieber leistete 1833 seine Profess in Admont, 1834 wurde er zum Priester geweiht und 1835 zum Prediger an der Stiftskirche ernannt. 1836 berief ihn der Augsburger Bischof Ignaz Albert von Riegg nach Augsburg, wo König Ludwig I. für das Gymnasium bei Sankt Stephan an der 1827 neu gegründeten Benediktinerabtei St. Stephan österreichische Ordensleute suchte. Nach dem Studium der Theologie und der Promotion an der Albert-Ludwigs-Universität Freiburg an das Akademische Gymnasium Graz, das er 1854 bis 1861 als Direktor leitete. Hieber fungierte als Mitglied mehrerer wissenschaftlicher Gesellschaften. Am 6. Dezember 1861 wurde er mit dem Ritterkreuz des Franz-Joseph-Ordens ausgezeichnet.
Nach dem krankheitsbedingten Rücktritt von Benno Kreil wurde er zunächst zum Administrator und, nach dessen Tod, 1863 zum Abt in Admont gewählt. Das einschneidendste Ereignis während des nur kurzen Abbatitats von Carlmann Hieber war 1865 der Brand von Markt und Stift Admont, bei dem zwanzig Bürgerhäuser, die Amanduskirche, die Stiftskirche und große Teile des Stifts mit Ausnahme der Stiftsbibliothek zerstört wurden. Das Stift siedelte vorübergehend an die Wallfahrtskirche Frauenberg an der Enns über, von wo aus Abt Karlmann die Finanzierung und Organisation des Wiederaufbaus leitete. Bei der Wiederherstellung der Stiftsgebäude wurde zunächst der am wenigsten beschädigte Osttrakt eingerichtet, der bislang unausgebaute Nordtrakt vollendet und der unvollendete Südtrakt ausgebaut, so dass der Konvent wieder untergebracht werden konnte.  Noch im gleichen Jahr wurde der Wiederaufbau der Amanduskirche, im folgenden Jahr der Stiftskirche durch den Architekten Wilhelm Bücher begonnen, deren Konsekration am 12. September 1869 Karlmann Hieber nicht mehr erlebte. Er starb am 13. November 1868 und wurde am 17. November in der Gruft der noch unvollendeten Stiftskirche bestattet.
Das persönliche Wappen von Karlmann Hieber – ein Kreuz mit zwei gekreuzten Schwertern (Hieber) – und der Wahlspruch In fide victoria (Im Glauben der Sieg) reflektieren zugleich die kriegerischen Auseinandersetzungen (Deutsch-Dänischer Krieg 1864, Deutscher Krieg  1866 und Dritter Italienischer Unabhängigkeitskrieg 1866), in das Kaisertum Österreich während des kurzen Abbatiats von Karlmann Hieber verstrickt war.